# پارک مشرف
پارک مشرف (به عربی: حَدیقَة مُشرف) یکی از پارک‌های دبی
ویکی از نقاط دیدنی امارات متحده عربی است.
«پارک مشرف» با وسعت بیش از ۱۲۴ هکتار مساحت، بزرگترین پارک دبی می‌باشد و در جاده الخوانیج در ۹ کیلومتری فرودگاه بین‌المللی دبی قرار دارد. این پارک کمی خارج از شهر قرار دارد اما به دلیل امکانات و وسعت زیاد آن محبوب خانواده‌ها می‌باشد.

## درختان صحرایی
در این پارک درختان صحرایی مانند: مانند: کُور، کُنار، کِرت، سمر، گز، سَلَم به وفرت وجود دارد.
بازدیدکنندگان با پرداخت ۱۰ درهم می‌توانید با اتومبیل وارد پارک شوند. از بخش‌های جالب این پارک می‌توان به خانه‌های مینیاتوری ساخته شده متعلق به ملل مختلف جهان اشاره نمود. یک ترن نیز گردشگران را بعد از ظهرها دور تا دور پارک می‌گرداند. شتر سواری، اسب سواری و بازی در محوطهٔ ویژه بازی بچه‌ها از دیگر سرگرمی‌های این پارک است. استخرهای شنا نیز ویژه آقایان و بانوان موجود است. دوچرخه و اسکیت سواری ممنوع می‌باشد. در این پارک روز خاصی برای بازدید خانم‌ها در نظر گرفته نشده‌است.

## ساعات بازدید
ورودیه: ۳ درهم (۱۰ درهم برای ورود اتومبیل) ساعات بازدید: ۸ صبح تا ۱۱٫۳۰ شب ترن: ۲ درهم استخر: ۱۰ درهم بزرگسالان، ۵ درهم کودکان. پارکی صحرایی وبسیار جالب مخصوصاً در فصل زمستان.